# Shiihara Takuya
Takuya Shiihara (sinh ngày 9 tháng 7 năm 1980) là một cầu thủ bóng đá người Nhật Bản.

## Sự nghiệp câu lạc bộ
Takuya Shiihara đã từng chơi cho JEF United Ichihara và Mito HollyHock.